# Małko Jonkowo
Małko Jonkowo (bułg. Малко Йонково) – wieś w Bułgarii, w obwodzie Razgrad, w gminie Isperich. W 2023 roku liczyła 384 mieszkańców.